# (511684) 2015 BN509
(511684) 2015 BN509 è la designazione provvisoria assegnata ad un asteroide che all'inizio del 2017 è stato avvistato a poca distanza dalla Terra dal radiotelescopio di Arecibo, sull'isola di Porto Rico.
Il corpo è largo 200 metri e lungo circa 400 metri, grande poco più dell'Empire State Building, ha una forma bilobata per cui si ritiene che possa essere un asteroide binario a contatto.
A febbraio 2017, l'asteroide è passato ad una distanza pari a 14 volte la distanza che separa la Terra dalla Luna.